# Cynodontidae
Cynodontidae (Karperzalmen) zijn een familie van straalvinnige vissen uit de orde van Karperzalmachtigen (Characiformes).

## Geslachten
- Cynodon Agassiz, in Spix & Agassiz, 1829
- Hydrolycus J. P. Müller & Troschel, 1844
- Rhaphiodon